# گیلاس خودروی هیمالیایی
گیلاس خودروی هیمالیایی (نام علمی: Prunus cerasoides)، نام ژاپنی هیمالیا-زاکورا (به ژاپنی: ヒマラヤザクラ Himaraya-zakura) یک نوع درخت گیلاس خودرو است. این گونه از درخت گیلاس که گیاهی هرمافرودیت است در شرق آسیا هیمالیا در هند و جنوب شرقی آسیا چین، و برمه و تایلند وجود دارد. این نوع گیلاس در جنگل‌هایی با ارتفاع ۱۲۰۰ تا ۲۴۰۰ متر بالاتر از سطح دریا رشد می‌کند. ارتفاع درخت در میان درختان گیلاس متوسط است و به حدود ۳۰ متر می‌رسد. زمان گل‌دهی درخت در ماه‌های ژانویه و فوریه است. قطر گیلاس آن ۱۵ میلی‌متر است و به‌طور خام و پخته قابل خوردن است. چوب آن نیز محکم است.

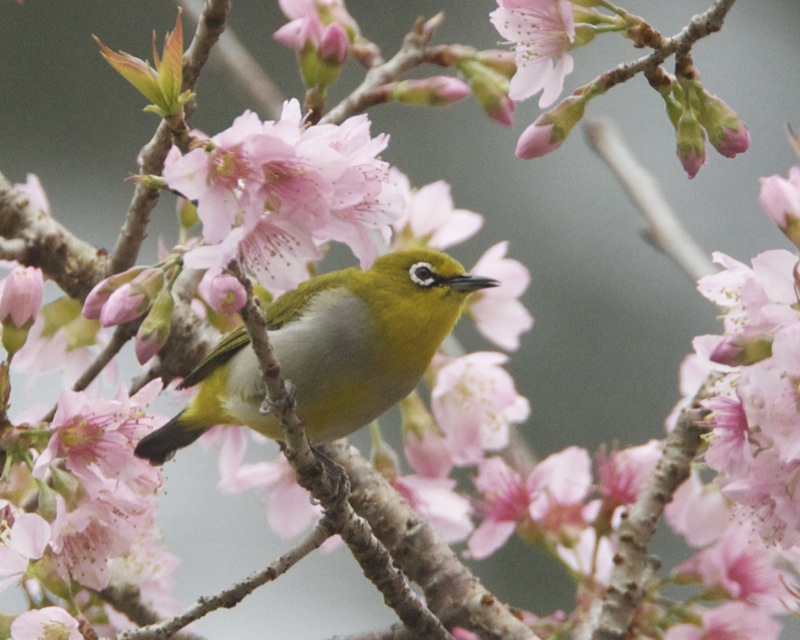
شکوفهٔ درخت
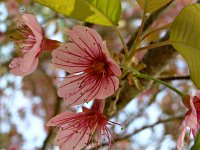
شکوفهٔ درخت
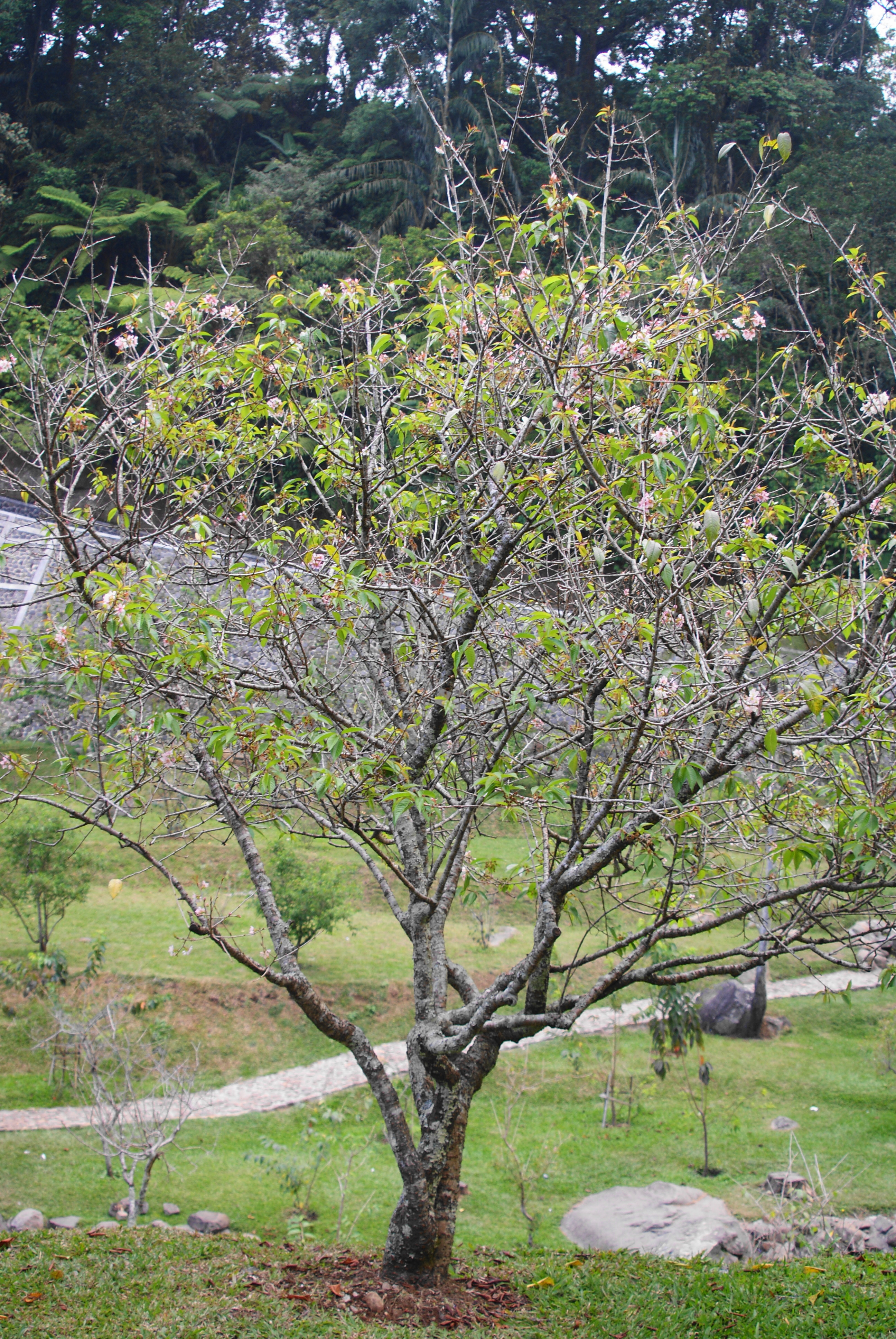
درخت گیلاس خودروی هیمالیایی